# Saropogon greatheadi
Saropogon greatheadi là một loài ruồi trong họ Asilidae. Saropogon greatheadi được Londt miêu tả năm 1997. Loài này phân bố ở vùng nhiệt đới châu Phi.